# Чмиль, Анна Павловна
Анна Павловна Чмиль (укр. Ганна Павлівна Чміль; род. 20 октября 1950, с. Песчаница Овручского района Житомирской области) — советский и украинский культуролог, киновед, педагог, профессор, доктор философских наук (2005). Академик Национальной академии искусств Украины (2013), председатель Государственной службы кинематографии Министерства культуры и туризма Украины (май 2006 — май 2010).

## Биография
1972 — окончила Киевский государственный университет им. Т. Г. Шевченко по специальности «Философия».
1971—1991 — работала в партийных органах и на преподавательской работе.
1991—1993 — заместитель председателя Государственного фонда кинематографии Украины.
1993—1995 — проректор Украинской-Финского института менеджмента и бизнеса.
1995—2003 — заместитель министра культуры и искусств Украины.
С 1995 — доцент, профессор кафедры киноведения Киевского национального университета театра, кино и телевидения им. И. К. Карпенко-Карого.
Член Национального союза кинематографистов Украины.
В сфере культуры и искусства — с 1983 года, работала редактором Киевской киностудии научно-популярных фильмов.

## Научная деятельность
Автор около 50 научных статей и публикаций по проблемам философии культуры, киноискусства и кинематографии, в частности,
научной монографии «Екранна культура: плюральність проявів» (2003), соавтор учебника «Українська та зарубіжна культура» (2003), исследований «Труд как смысл жизни» (1986), «Социальная работа с молодежью» (1994).
Продюсер художественных фильмов — лауреатов международных конкурсов: «Второстепенные люди», «Чеховские мотивы» (режиссёр К. Муратова) и «Мамай» (режиссёр Л. Санин), авторскому коллективу которого присуждена Государственная премия Украины им. А. Довженко.
Соавтор литературных сценариев научно-популярных фильмов, член редакционной коллегии журнала «Кіно-Театр», альманаха научно-теоретичуских работ и публицистики «Мистецькі обрії», научный консультант ряда проектов и изданий в сфере арт- менеджмента и кинематографии.
Научную, законотворческую и общественную деятельность А. Чмиль сочетает с преподавательской практикой.
Возглавляя украинское Госкино, являлась активным сторонником украинизации кинопроката иностранных фильмов. Известна, в частности, тем, что выступала за обязательное дублирование фильмов на украинский язык.

## Награды
- Орден княгини Ольги III степени (2000).
- Почётная грамота Кабинета Министров Украины (1998)[2].